# BMW Welt Jazz Award
Der BMW Welt Jazz Award der BMW Group war ein jährlich zwischen 2009 und 2022 in der BMW Welt in München vergebener Jazz-Preis, bei dem die Gewinner eines internationalen Band-Wettbewerbs (mit jährlich wechselndem Motto) ausgezeichnet wurden: Sechs Ensembles traten zwischen Januar und März bei sechs sonntäglichen Auswahlmatineen im Doppelkegel der BMW Welt auf; der Preis wird im April/Mai nach einem Konzert der beiden Finalisten im Auditorium der BMW Welt verliehen. Vergeben wird ein Erster Preis über 10.000 Euro und ein Zweiter Preis über 5.000 Euro sowie ein Publikumspreis.
Die Idee entstand nach erfolgreichen Jazzwochen im Winter 2007/2008 in der BMW Welt unter anderem mit Bernd Lhotzky, Chris Hopkins, Warren Vaché, Olaf Polziehn, Scott Hamilton und Quadro Nuevo.
Die Jury setzt sich aus Jazz-Experten und Szene-Kennern zusammen. Unter dem Vorsitz von Oliver Hochkeppel (Musik- und Kulturjournalist der Süddeutschen Zeitung) tagten 2017 Andreas Kolb (Chefredakteur von JazzZeitung.de und neue musikzeitung), Roland Spiegel (Musikredakteur mit Schwerpunkt Jazz beim Bayerischen Rundfunk, BR-Klassik), Heike Lies (Musikwissenschaftlerin, Bereich Musik und Musiktheater im Kulturreferat der Landeshauptstadt München) und Christiane Böhnke-Geisse (Jazzclub Unterfahrt, künstlerische Leitung Internationales Jazzfestival „Bingen swingt“).
2016 wurde der BMW Welt Jazz Award um einen jährlichen Nachwuchspreis erweitert, der auch nach dem Streichen des großen Wettbewerbs geblieben ist. Mit dem BMW Welt Young Artist Jazz Award fördert die BMW AG und die Stadt München gezielt heimische Talente aus dem Jazzbereich und stiften neben den Konzerten im Münchner Jazzclub Unterfahrt und bei den Leipziger Jazztagen zudem ein Preisgeld von mittlerweile 5.000 Euro.

## Preisträger
- 2009: Motto The Art of Piano Trio, Erster Preis em (Michael Wollny, Eva Kruse, Eric Schaefer), zweiter Preis Minsarah (Florian Weber, Ziv Ravitz, Jeff Denson); Teilnehmer waren außerdem Bruno Böhmer Camacho,  Alboran Trio, Steve Klink Trio, Anke Helfrich
- 2010: Motto: Voices in Jazz, erster Preis  Maria de Fátima, zweiter Preis Youn Sun Nah/Ulf Wakenius Duo; Teilnehmer waren auch Theo Bleckmann / Ben Monder Duo,  Michael Schiefel und Carsten Daerr, Cécile Verny Quartet, Efrat Alony[2][3]
- 2011: Motto Two Horns and More. Erster Preis Nils Wogram Root 70, zweiter Preis  Wanja Slavin Lotus Eaters; Teilnehmer waren außerdem Rosario Giuliani Quintett mit Flavio Boltro, Matthias Spillmann mats-up, Subtone (Magnus Schriefl tr, Malte Dürrschnabel sax, Ruben Samama b, Florian Höfner p, Peter Gall dr),  Christof Lauer Trio[4]
- 2012: Motto Jazz and the City: Erster Preis Mathias Eick Quintett, zweiter Preis Agustí Fernández Trio; Teilnehmer waren außerdem Wolfgang Muthspiel Drumfree, Dan Tepfer Trio, Hoppy Kamiyama, Erik Truffaz Quartet[5]
- 2013: Motto Leading Drums: Erster Preis  Ari Hoenig Quartet, zweiter Preis  Samuel Rohrer/Daniel Erdmann mit Frank Möbus und Vincent Courtois; Teilnehmer waren außerdem Jim Black Trio mit Elias Stemeseder und Chris Tordini, Dejan Terzic Melanoia, Alfred Vogel – Die glorreichen Sieben, Antonio Sánchez migration[6]
- 2014 Motto Sense of Humour, Erster Preis Hildegard lernt fliegen, zweiter Preis Tin Men and the Telephone; Teilnehmer waren außerdem Mostly Other People Do the Killing, Stian Carstensen Farmers Market, Echoes of Swing, David Helbock Random Control[7]
- 2015 Motto Playing my guitar. Erster Preis Manu Codjia Trio, Zweiter Preis FAT – Fabulous Austrian Trio mit dem Gitarristen Alex Machacek; Teilnehmer waren außerdem Michel Sajrawy Trio, Camila Meza Quartet (Publikumspreis), Franz Hellmüller/Stefano Risso/Marco Zanoli, Carl Mörner Ringström Majestic Orchestra[8]
- 2016: Motto Inspired by Legends, Erster Preis Indra Rios-Moore, Zweiter Preis Erika Stucky-Christy Doran-Fredy Studer-Jamaaladeen Tacuma; Teilnehmer waren außerdem Dieter Ilg, Oded Tzur Quartet, Stefano Battaglia Trio, Karl Latham-Ryan Carniaux-Mark Egan[9]
- 2017: Motto Bass erstaunt, Erster Preis Renaud Garcia-Fons (mit Stephan Carracci Schlagzeug, David Venitucci Akkordeon): Revoir Paris, Zweiter Preis Eva Kruse: On the Mo; Teilnehmer waren außerdem Chris Minh Doky & New Nordic Jazz, Lars Danielsson plays Libretto feat. Grégory Privat, Henning Sieverts: Symmethree, Linda Oh: Sun Pictures[10]
- 2018: Motto Jazz moves. Erster Preis LBT, Zweiter Preis BartolomeyBittmann – progressive strings vienna.[11] Teilnehmer waren außerdem: Jukka Eskola Soul Trio, Beady Belle, Puerta Sur (mit Daniel Schläppi, Marcela Arroyo und Andreas Engler) und Andi Kissenbecks Club Bogaloo.
- 2019 Maciej Obara Quartet mit Dominik Wania, Ole Morten Vågan und Gard Nilssen; Zweiter Preis: Rudresh Mahanthappa Quintet; Publikumspreis: Céline Bonacina.[12]
- 2020 (verschoben nach 2021): Peter Gall Quintet (mit Wanja Slavin, Reinier Baas, Rainer Böhm und Felix Henkelhausen); Zweiter Preis: Adam Bałdych Quartet; Publikumspreis: Adam Bałdych Quartet[13]
- 2022: Motto Key Position. Marco Mezquida Trio mit Martín Meléndez am Cello und Aleix Tobías am Schlagzeug. Zweiter Preis: Anat Fort. Publikumspreis: Marco Mezquida Trio.[14]

BMW Welt Young Artist Jazz Award
- 2016 Josef Reßle[15]
- 2017 Roman Sladek
- 2018 Martin Brugger[16]
- 2019 Hannah Weiss[17]
- 2020 Philipp Schiepek[18]
- 2021 Julia Hornung, Sam Hylton und Alma Naidu[19]
- 2022 Shuteen Erdenebaatar, Nils Kugelmann, Moritz Stahl[20]
- 2023 Valentin Renner, Luca Zambito und Karoline Weidt[21]
- 2024 Susi Lotter, Marina Schlagintweit, Moritz Renner[1]
- 2025 Marie Kuhar, Valentina Oefele, Elias Prinz[22]